# Tomas Maricic
Tomas Maricic (* 16. April 1995) ist ein australisch-kroatischer Fußballspieler.

## Karriere
Tomas Maricic spielte bis August 2016 in Australien bei Adelaide Olympic FC. Der Verein aus Adelaide spielte in der National Premier Leagues South Australia. Ende August wechselte er nach Zypern. Hier unterschrieb er einen Vertrag bei Anagennisi Deryneia FC in Deryneia. Für Deryneia absolvierte er ein Spiel in der zweiten Liga, der Second Division. Im August 2017 ging er zum Ligakonkurrenten PAEEK Kyrenia (Podosfairiki Athlitiki Enosi Eparxeias Kerynias) nach Kyrenia. Im Februar 2019 ging er wieder in sein Geburtsland, wo ihn Adelaide City unter Vertrag nahm. Mit dem Club aus Adelaide spielte er in der NPL South Australia. Hier kam er im Jahr 2019 auf 20 Einsätze. 2020 verließ er wieder Australien und ging nach Thailand. Hier schloss er sich dem Lampang FC an. Der Club aus Lampang spielt in der zweithöchsten Liga des Landes, der Thai League 2.